# Андраш Телек
Андраш Телек (мађ. Telek András) је био мађарски фудбалер, репрезентативац и тренер. Проглашен је фудбалером године у Мађарској 1992. године. Поред Мађарске, играо је и у Кини.

## Каријера
Телек је фудбалску каријеру започео у будимпештанском Ференцварошу. Ту је провео већину своје каријере и постао репрезентативац.
Између 1992. и 1996. године у репрезентацији се појавио 24 пута. Шестострука олимпијска репрезентација (1990–91), осмострука омладинска репрезентација (1988–91), једнократна омладинска репрезентација (1990).
Као тренер известан период је провео у Ференцварошу у раду са омладинцима, све док није преузео женску фудбалску репрезентацију Мађарске. Као селектор био је на клупи репрезентације на 15 утакмица, седам пријатељских и осам квалификационих за Светско првенство 2007, које је требало да се одржи у Кини. У квалификационим утакмицама је са репрезентацијом одиграо само једну нерешену утакмицу и доживео седам пораза.

## Достигнућа
- Прва лига Мађарске у фудбалу
  - шампион: 1991/92, 1994/95, 1995/96. и 2001/02.
  - 2.: 1990/91 и 1998/99.
  - 3.: 1989/90, 1992–93. и 1996–97.
- Куп Мађарске у фудбалу
  - победник: 1991, 1993, 1994. и 1995.
- Суперкуп Мађарске у фудбалу
  - победник: 1993, 1994. и 1995.
- Суперлига Словачке у фудбалу
  - шампион: 1996/97. и 1997/98.

- Фудбалер године у Мађарској: 1992.
- Награда Голден гејт: 1992/93.
- Награда Телени орлови: 1992/93. и 1994/95.
- Кућа славних Ференцвароша